# HV 2112
HV 2112 är en ensam stjärna i Lilla magellanska molnet (SMC) belägen i mellersta delen av stjärnbilden Tukanen. Den har en högsta skenbar magnitud av ca 12,7 och kräver ett kraftfullt teleskop för att kunna observeras. Den rör sig bort från solen med en heliocentrisk radialhastighet av ca 157 km/s.

## Observation

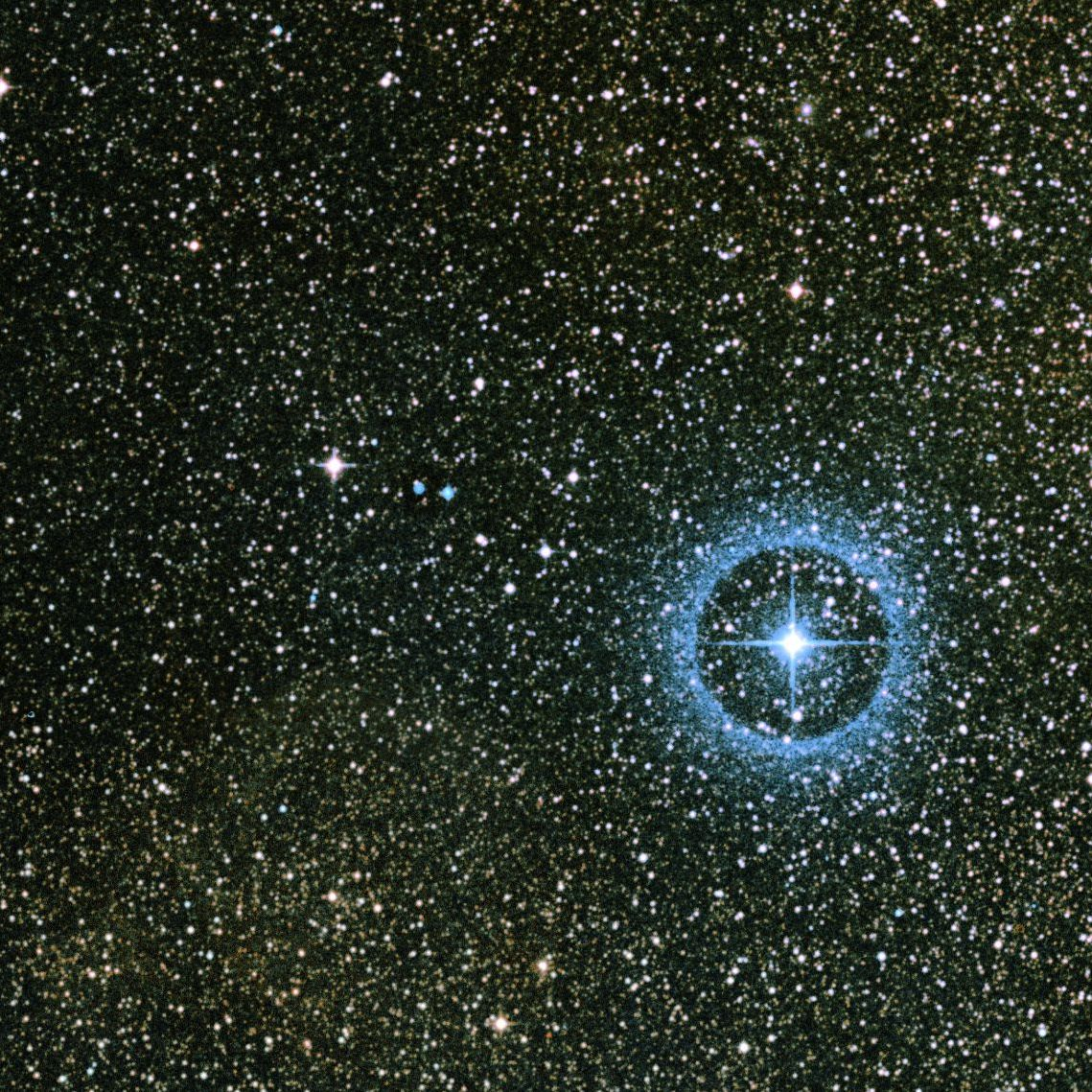
HV 2112 (ljusaste stjärnan i bildens centrum)

HV 2112 rapporterades 1908 första gången som en variabel stjärna, av Henrietta Leavitt. Den identifierades då som Harvard nr. 2112. Ingen variationsperiod angavs, men rapporterades vara "förmodligen lång". Magnitutintervallet angavs som 13,7 till svagare än 16,5, baserat på fotografiska plåtar. 
År 1966 visade analys av variabla stjärnor i Magellanska molnen att HV 2112 hade ett fotografiskt magnitudintervall från 13,0 till under 17,8. Den klassificerades som en långperiodisk variabel, nu känd som en Miravariabel, på grundval av dess stora amplitud och rimligt regelbundna ljusvariationer, med en period på ca 600 dygn.  

## Möjliga objekttyper

### AGB-stjärna
HV 2112 hade historiskt sett behandlats som en mycket ljusstark stjärna på asymptotiska jättegrenen (AGB), en röd jätte som har tömt dess kärna av helium och befinner sig i de sista stadierna av dess utveckling. Variabler av spektralklass M med stor amplitud och stjärnor med spektraltyper senare än ungefär M5 är nästan alltid AGB-stjärnor snarare än röda superjättar. Dessa stjärnor har en teoretisk maximal ljusstyrka och på avståndet från SMC beräknades HV 2112 vanligtvis vara något mer lysande än denna gräns vid cirka 60 000 gånger solens ljusstyrka.
Modernare beräkningar ger högre värden för ljusstyrkan för HV 2112 över 100 000 gånger solens, vilket otvetydigt är för hög ljusstyrka för att vara en AGB-stjärna. Dessa beräkningar innefattar ett interstellärt fördunklingstal på 0,4 magnitud, vilket är högre än genomsnittet för massiva stjärnor i SMC. Det är dock inte exceptionellt för röda superjättar, som tros visa ytterligare fördunkling på grund av omgivande stoft nära stjärnan.

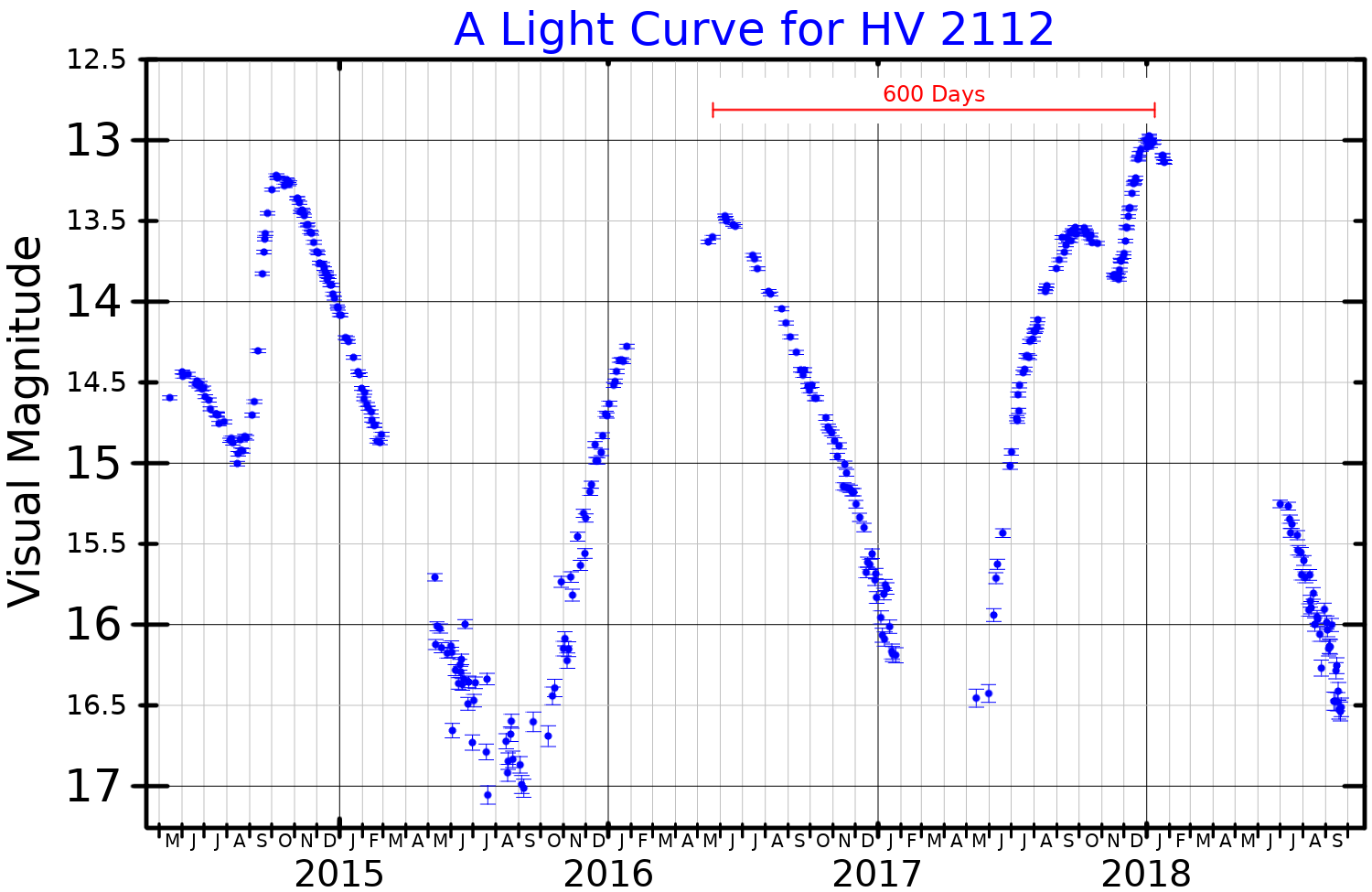
Ljuskurva i visuella bandet för HV 2112, plottad från ASAS-SN-data.

Analys av HV 2112:s egenrörelse 2016 visar att den är ovanligt stor för en SMC-stjärna, även om dess radiella hastighet överensstämmer med andra SMC-objekt. Egenrörelse på ca 10 mas/år skulle betyda en rymdhastighet på 3 100 km/sek på avståndet från SMC, långt över dess flykthastighet. En mer trolig förklaring till en sådan egenrörelse skulle vara att HV 2112 ligger cirka 3 000 parsecs bort i vår egen galax och skulle då ha runt 1 000 snarare än 100 000 gången solens ljusstyrka och alltså vara en typisk AGB-stjärna. Överskottet av tunga grundämnen skulle då förklaras som förorening från en osynlig följeslagare, som producerar en yttre stjärna av S-typ. Andra analyser av egenrörelsen visar mycket mindre hastigheter, överensstämmande med ett objekt i SMC.

### Thorne-Zytkowobjekt
År 2014 identifierades HV 2112 som ett möjligt Thorne–Żytkow-objekt (TZO) med Magellan Clay-teleskopet i Chile. För att hitta TZO-kandidater använde Emily Levesque Apache Point Observatory för att undersöka 24 röda superjättestjärnor i Vintergatan, och Magellan Clay-teleskopet för att titta på 16 i Stora magellanska molnet och 22 i det Lilla magellanska molnet. Stjärnan ansågs innehålla ovanligt höga halter av grundämnena litium, molybden och rubidium som förväntas produceras endast av TZOs.
En rapport från 2018 som omvärderade egenskaperna hos HV 2112 fann inga bevis för ovanliga kemiska överskott och en ljusstyrka som är lägre än tidigare beräknats. Detta tyder på att stjärnan osannolikt är en TZO, utan mycket mer sannolikt en AGB-stjärna med medelstor massa.

### Binär stjärna
HV 2112 är listad i OGLE-katalogen som en oupplöst multipel stjärna. Egenrörelserna och den radiella hastigheten överensstämmer med andra SMC-objekt, medan parallaxen är negativ men acceptabelt nära det förväntade värdet för ett så avlägset objekt.

## Anteckningar
a. Beräknat från effektiv temperatur och ljusstyrka, med hänvisning till den nominella soltemperaturen 5 772 K:
{\displaystyle {\sqrt {(5772/3750)^{4}*81,283}}=675,4\ R\odot }
{\displaystyle {\sqrt {(5772/2500)^{4}*50,119}}=1,193,4\ R\odot }